# Pueblo bassa
El pueblo bassa, es un grupo étnico de África Occidental principalmente nativo de Liberia. Tienen una presencia significativa en los condados de Gran Bassa, River Cess, Margibi y Montserrado de Liberia.En Monrovia, son el grupo étnico más grande. Con una población total de alrededor de 570.000, son el segundo grupo étnico más grande de Liberia (13,4%) después del pueblo Kpelle (20,3%). También se encuentran pequeñas comunidades Bassa en Sierra Leona y Costa de Marfil.
Su lengua nativa es el idioma bassa, una lengua kru que pertenece a la familia de lenguas Níger-Congo. Tenían su propio sistema de escritura pictográfica pero dejó de usarse en el siglo XIX, fue redescubierto entre los esclavos de Brasil y las Indias Occidentales en la década de 1890 y reconstruido a principios de 1900 por Thomas Flo Darvin Lewis. El escrito basado en estos signos se llama Ehni Ka Se Fa.
En otras lenguas locales de Liberia, al pueblo Bassa también se lo menciona con los nombres Gboboh, Adbassa o Bambog-Mbog.

## Orígenes

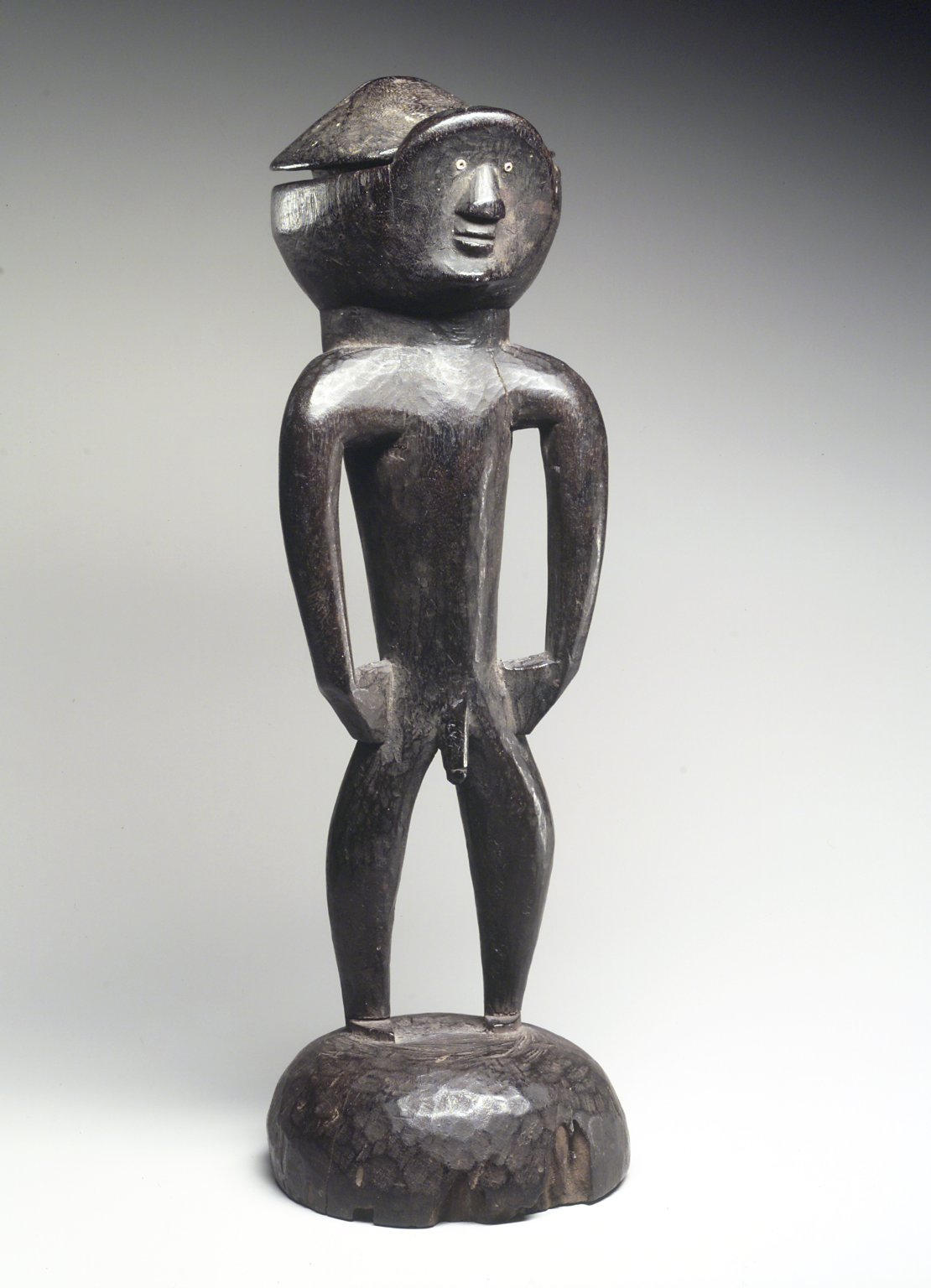
Una tapa tallada en madera, incrustada con vidrio por un artista Bassa de principios del.

El pueblo bassa ocupó la costa de África occidental y otras zonas, incluidos los actuales territorios de Liberia, Sierra Leona, Togo, Nigeria y Senegal y también existieron grupos establecidos en la región de África Central, en regiones de los actuales estados de Camerún y Congo. Estos grupos separados geográficamente evolucionaron y desarrollaron una cultura, lengua y sociedad con características propias. El pueblo bassa está relacionado con el pueblo basari de Togo y Senegal, el pueblo bassa-mpoku en las regiones del Congo y el pueblo bassa de Camerún.
La evidencia lingüística y las tradiciones orales de este grupo geográficamente diverso, pequeño pero significativo, sugiere que su nombre bassa puede estar relacionado con Bassa Sooh Nyombe, que significa "pueblo del Padre Stone". Los primeros comerciantes europeos tenían problemas para pronunciar la frase completa, y la forma más corta Bassa se ha utilizado en la literatura occidental desde entonces.

## Religión
La religión étnico-histórica del pueblo bassa se caracteriza por un fuerte contenido de tipo moral y ético en la que se venera a los antepasados y espíritus sobrenaturales. El cristianismo llegó durante la época colonial, y la primera biblia se tradujo al idioma Bassa en 1922. Desde ese período fue dándose proceso de sincretismo que fusionó la idea del dios cristiano con su idea tradicional de un ser supremo y un poderoso primer antepasado que es misericordioso y vengativo, que premia a los buenos y castiga a los malos. La población ha mantenido la tradición de sociedades secretas con carácter iniciático para hombres y mujeres, como la sociedad Sande.
Numerosos misioneros de diferentes ramas del cristianismo realizaron una intensa actividad evangelizadora en el pueblo bassa durante el siglo XX. Esto derivó en la presencia actual de diversas iglesias cristianas con presencia en las comunidades bassa provenientes de Europa, América del Norte y otras regiones de África. En la época contemporánea, los bassa practican predominantemente el cristianismo, pero han conservado elementos de su religión tradicional.

## Sociedad
Los bassa son agricultores tradicionalmente asentados que cultivan ñame, mandioca, eddo y plátano. Son clanes independientes vinculados a un linaje que viven en aldeas, cada una con un jefe.